# Франц Леополд фон Залм-Нойбург
Франц Леополд Игнац фон Залм-Нойбург (на немски: Franz Leopold Ignaz von Salm-Neuburg; * 1648; † 11 ноември 1702) е граф на Залм–Нойбург.

## Произход
Той е вторият син на граф Карл фон Залм-Нойбург (1604 – 1662/1664) и съпругата му графиня Елизабет Бернхардина фон Тюбинген-Лихтенек (1624 – 1666), единствената дъщеря на граф Конрад Вилхелм фон Тюбинген (1605 – 1630) и графиня Анастасия фон Лайнинген-Вестербург (1588 – 1656). Брат е на Вайкхард Игнац Вилхелм Леополд (1645 – 1703), свещеник в Регенсбург, Йохан Лудвиг (1652 – 1673 убит), Парис Юлиус (1656 – 1701), свещеник в Олмютц, и Фердинанд, малтийски рицар.

## Фамилия
Франц Леополд Игнац фон Залм-Нойбург се жени за Мария Херценлаут Шифер, баронеса фон и цу Фрайлинг и Даксберг (1653 – 1711), дъщеря на Рудолф Шифер, фрайхер фон и цу Фрайлинг и Даксберг и Сабина Бларер фон Вартензе. Те имат 14 деца:
- Леополд Себастиан фон Залм
- Мария Анна фон Залм, монахиня в Гересхайм
- Елизабет фон Залм
- Мария Йозефа фон Залм
- Себастиан Йозеф фон Залм
- Венцеслаус Франц Игнац фон Залм-Нойбург (* 9 март 1672; † 1692), свещеник в Бреслау

- Мария Херценлайд фон Залм
- Ернст Леополд Игнац фон Залм-Нойбург (* пр. 1700; † 1 януари 1722), граф на Залм-Нойбург, женен 1705 г. за графиня Мария Франциска фон Лихтенщайн цу Кастелкорн (1685 – 1754)
- Мария Франциска фон Залм, омъжена за Леополд Антон фрайхер Коца фон Храдист († 1723)
- Себастиан Антон фон Залм († млад)
- Мария Поликсена фон Залм
- Анна Мария фон Залм, омъжена I. за Дегон, II. (1705) за фрайхер фон Клебелсберг
- Мария Елеонора фон Залм, монахиня
- Мария Сидония Елизабет фон Залм